# Vampire: Darkstalkers Collection
Vampire: Darkstalkers Collection è una raccolta di tutti e cinque i videogiochi della serie Darkstalkers pubblicata esclusivamente in Giappone per PlayStation 2 nel 2005.
Questa compilation contiene tutte le versioni originale arcade dei cinque titoli, oltre ad una versione bonus dei tre videogiochi Vampire Savior, nei quali viene introdotta una versione alternativa dei personaggi di Donovan, Dee, come personaggi segreti con una propria storia è stato inoltre ripubblicato insieme a Hyper Street Fighter II: The Anniversary Edition come parte di una compilation Value Pack per PS2 nel 2008.

## Accoglienza
La rivista Play Generation classificò Lord Raptor come il secondo zombie più insolito tra quelli presenti nei titoli per PlayStation 2.